# Evelyn (album de The Mess Hall)
Pour les articles homonymes, voir Evelyn.
 (août 2025).
Si vous disposez d'ouvrages ou d'articles de référence ou si vous connaissez des sites web de qualité traitant du thème abordé ici, merci de compléter l'article en donnant les références utiles à sa vérifiabilité et en les liant à la section « Notes et références ».
 (août 2025).
Albums de The Mess Hall
Feeling Sideways
(2003) Notes from a Ceiling
(2005)
Evelyn est le premier vinyle lancé par The Mess Hall. Enregistré en concert, il s'agit de leur premier disque depuis leur EP Feeling Sideways, qui[Quoi ?] fut acclamé par la critique[réf. nécessaire]. Cet EP a été produit en nombre limité.

## Pistes
1. Evelyn
2. Shake Shake